# Горска вила
Горска вила је први студијски албум певача Банета Бојанића. Албум је издат 1996. године за издавачку кућу ЗаМ, а снимљен је у студију О. Албум је издат на касети и CD-у. Текстове за песме су му писали Драган Брајовић Браја и Весна Петковић.

## Списак песама
| №  | Назив                 | Трајање |  |
| 1. | Горска вила           |         |  |
| 2. | Бриго моја            |         |  |
| 3. | Срце неверно          |         |  |
| 4. | Ти си та              |         |  |
| 5. | Кажите јој другови    |         |  |
| 6. | Зоре пијане           |         |  |
| 7. | Било чија             |         |  |
| 8. | Знам, за све сам крив |         |  |